# Kusunoki Masashige

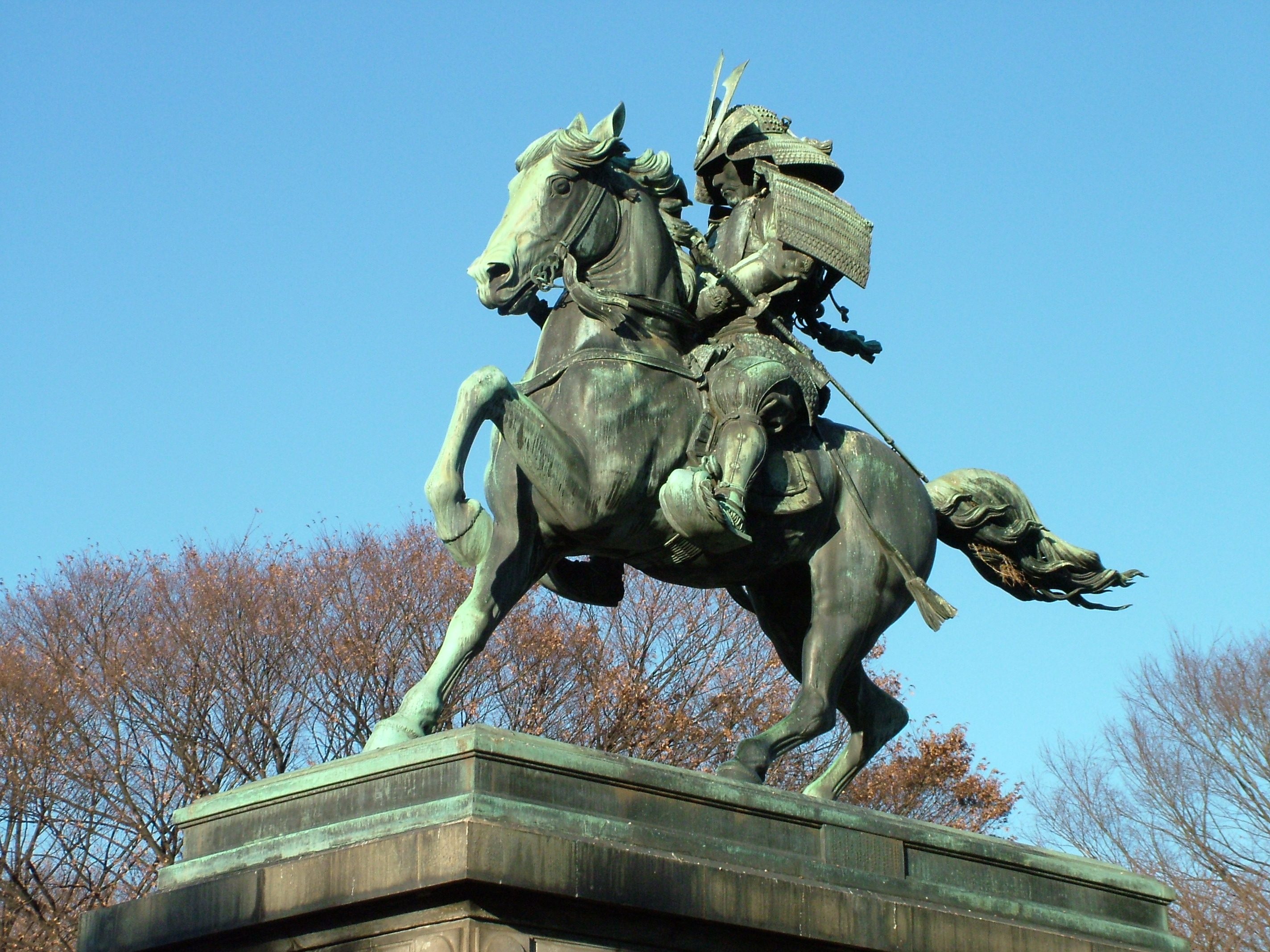
Statue von Kusunoki Masahige nahe dem Kaiserpalast in Tokio

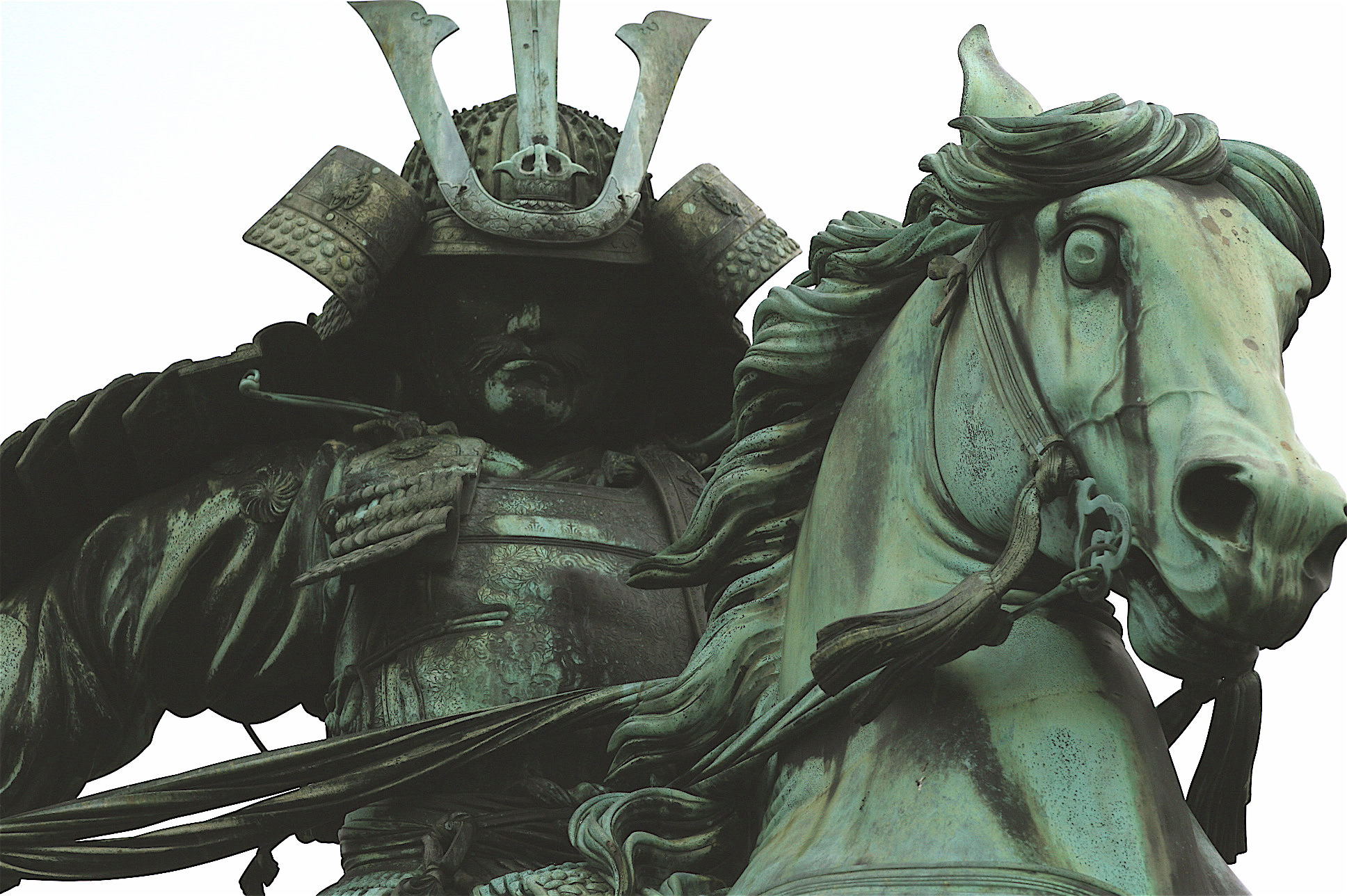
Statue von Masashige Kusunoki

Kusunoki Masashige (jap. 楠木 正成; * 1294 in Akasaka, Provinz Kawachi (heute: Chihaya-Akasaka, Präfektur Osaka); † 5. Juli 1336 am Fluss Minato) war ein japanischer Samurai, der für Kaiser Go-Daigo im Genkō-Krieg kämpfte. Während der nationalistisch übersteigerten Meiji- und Taishō-Zeit im 19. und frühen 20. Jahrhundert wurde er zum Nationalhelden stilisiert, der sich in aussichtsloser Lage für den Kaiser opfert.

## Leben

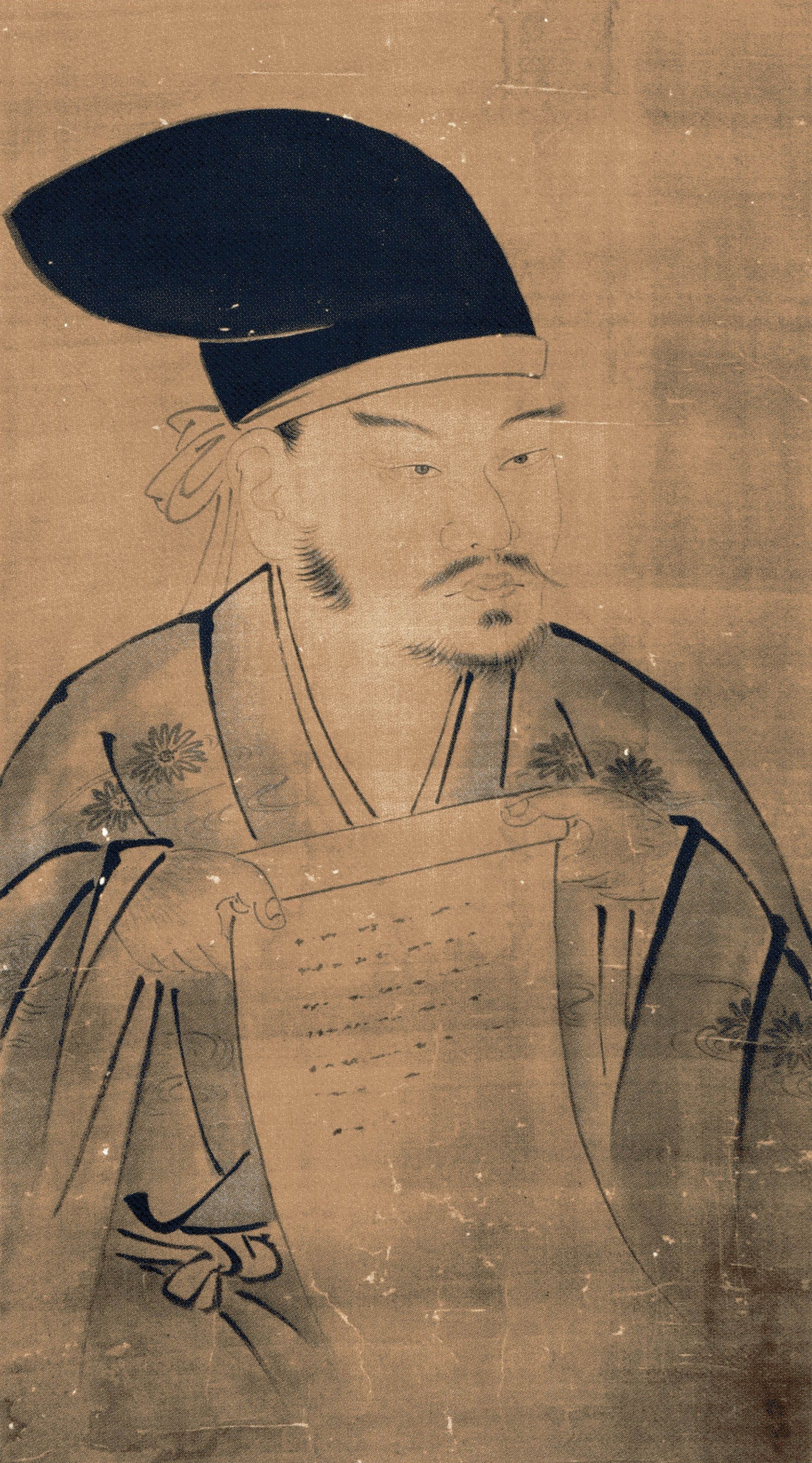
Porträt von Kusunoki Masashige. Gezeichnet von Kanō Sanraku

Kusunoki Masashige wurde vermutlich 1294 in Akasaka in der heutigen Provinz Chihaya-Akasaka als Spross des ehemals mächtigen Tachibana-Klans geboren. Im Alter von 8 bis 15 Jahren soll er der Legende nach unter dem Abt Taki Gakubou im Kanshin Tempel studiert haben. Da er kein Vasall des regierenden Shoguns war, schloss er sich dem Kaiser Go-Daigo sofort an, als dieser gegen das Shōgunat kämpfte (Genkō-Krieg).
Go-Daigo wurde im Verlauf der Rebellion gefangen genommen und auf die Oki-Inseln verbannt, welche sich 80 Kilometer vor der Küste von Honshū befinden. Kusunoki wurde dann in seiner Burg militärisch eingeschlossen. Er befahl seinen Leuten, ein Loch zu graben, wo alle bisher gefallenen Soldaten verbrannt wurden. Kusunoki und seine Gefolgsleute verkleideten sich und konnten in kleineren Gruppen so vor den Kriegern des Bakufu fliehen. Die Truppen der Bakufu glaubten jedoch, die verbrannten Leichen seien Kusunoki und seine Kämpfer.
Kusunoki Masashige und seine Leute begannen jedoch, kleine Gruppen der Bakufu zu überfallen. Auf Kusunokis Kopf und den Kopf von Prinz Morinaga (dem Sohn des Kaisers Go-Daigo) wurden hohe Belohnungen ausgesetzt.
Die größte Schlacht fand 1333 statt. Einer Überlieferung nach versuchten etwa 100.000 Mann, die Festung Chihaya, wo sich Kusunoki mit 2000 Kriegern befand, einzunehmen. Kusunoki nutzte seine Festung, um mit Fallen, gefällten Bäumen und Schutzwänden die Angriffe der Bakufu mehrere Wochen abzuwehren. Während dieser Zeit bauten Kusunokis Krieger mehrere menschenähnliche Lehmfiguren, die sie eines Nachts aufstellten. Sie stellten diese vor die Festung und dahinter die besten Bogenschützen. Die Bakufu wurden durch diese List getäuscht und verloren über 300 Krieger. So hielt Kusunoki die Festung etwa 10 Wochen, während Go-Daigo mit einem Boot die Insel verlassen konnte.
Die Bakufu sandten Ashikaga Takauji mit einer großen Armee nach Westen. Dieser wechselte jedoch zu Go-Daigo über. Am 19. Juni 1333 zogen sie in Kyoto ein und besiegten die dortigen Bakufu. Die Militärregierung musste nun die Belagerung der Festung Chihaya aufgeben. So wurde Go-Daigo wieder als Kaiser eingesetzt und verlieh seinem Sohn, Prinz Morinaga, den Titel eines Shōgun.
Go-Daigo kümmerte sich in der folgenden Regierungszeit nicht genug um seine Samurai, besonders nicht um Takauji. Dieser folgte nicht mehr den Befehlen Go-Daigos und ernannte sich selbst zum Shōgun. 1336 besiegte er eine Armee, die der Kaiser gesandt hatte, wurde später jedoch von Kusunoki in die Flucht geschlagen. Takauji floh und begann eine neue Armee aufzubauen, mit der er im Mai 1336 erneut gegen den Kaiser zog. Am 5. Juli 1336 kam es zur entscheidenden Schlacht am Minatogawa. 35.000 Ashikaga-Kämpfer standen etwa 17.000 Go-Daigo-Kriegern gegenüber. Das Kaiserheer war zweigeteilt. Ein Teil zog sich plötzlich zurück, so dass Kusunoki auf sich gestellt war. Von zwei Seiten angegriffen, versuchten sich Kusunokis Männer verzweifelt zu wehren, bis am Abend das Heer fast komplett aufgerieben und Kusunoki schwer verwundet war.
Kusunoki Masashige zog sich nach der Schlacht zusammen mit seinem Bruder Masasue auf einen Bauernhof zurück. Sie vollzogen dort Seppuku. Seine legendären letzten Worte sollen Shichisei Hōkoku! (七生報國; „Hätte ich nur Sieben Leben, die ich für meinen Kaiser geben könnte!“) gewesen sein. Ihm zu Ehren wurde der Nanko-San Tempel an der Stelle gebaut, wo er starb.
Die Geschichte von Ashikaga Takauji, Kaiser Go-Daigo, Nitta Yoshisada und Kusunoki Masashige von der Genko-Rebellion bis zur Errichtung der Nördlichen und Südlichen Kaiserhofe sind detailliert in dem vierzigbändigen Epos Taiheiki beschrieben.

## Vermächtnis
In Kōbe wurde ihm der Minatogawa-Schrein gewidmet. Außerdem ist er auf der japanischen Verwundeten-Medaille dargestellt.
Während der nationalistisch übersteigerten Meiji- und Taishō-Zeit wurde er zum Nationalhelden stilisiert, der – loyal zum Kaiser – sich in aussichtsloser Lage für diesen opfert (jibakutei). 1944/1945 wurde er daher der „Schutzpatron“ der Kamikaze-Piloten.